# Drenovac (Knjaževac)
Pour les articles homonymes, voir Drenovac.
Drenovac (en serbe cyrillique : Дреновац) est un village de Serbie situé dans la municipalité de Knjaževac, district de Zaječar. Au recensement de 2011, il comptait 87 habitants.
Drenovac est situé sur les bords du Beli Timok, une rivière connue également sous le nom de Knjaževački Timok (le « Timok de Knjaževac »).

## Démographie
| 1948 | 1953 | 1961 | 1971 | 1981 | 1991 | 2002 | 2011 |
| ---- | ---- | ---- | ---- | ---- | ---- | ---- | ---- |
| 446  | 475  | 390  | 328  | 268  | 206  | 141  | 87   |

|  |